# Elecciones municipales de 2019 en Colmenar de Oreja
Las elecciones municipales de 2019 se celebraron en Colmenar de Oreja el domingo 26 de mayo, de acuerdo con el Real Decreto de convocatoria de elecciones locales en España dispuesto el 1 de abril de 2019 y publicado en el Boletín Oficial del Estado el día 2 de abril. Se eligieron los 13 concejales del pleno del Ayuntamiento de Colmenar de Oreja, a través de un sistema proporcional (método d'Hondt), con listas cerradas y un umbral electoral del 5 %.

## Candidaturas
En abril de 2019 se publicaron 8 candidaturas, el PSOE con David Moya Aguilar en cabeza, el PP con Manuel Cruz Haro a la cabeza; el partido municipal Partido Democrático de Colmenar de Oreja con Antonio Ortiz Onteniente a la cabeza; Ciudadanos con Francisco Hita Taravillo a la cabeza; la alianza Podemos con Jorge Pérez Furdada a la cabeza; el partido Vox con Eugenio Martínez Alvar a la cabeza; el grupo municipal AURELIA con Estrella Horcajo González en cabeza e Izquierda Unida-Madrid en Pie con Raúl Martínez Fernández en cabeza.

## Resultados
Tras las elecciones, el PP se proclamó ganador con 5 escaños, uno menos que en la anterior legislatura; el PSOE ganó un escaño con respecto a la anterior legislatura, quedándose con 4. El Partido Democrático de Colmenar perdió dos de sus escaños, quedándose con solo uno, AURELIA por su parte mantuvo su escaño. Asimismo, Ciudadanos y Vox consiguieron entrar con 1 escaño cada uno al consistorio.
| Candidatura                   | Candidatura                              | Votos | %                                      | Escaños                                |
| ----------------------------- | ---------------------------------------- | ----- | -------------------------------------- | -------------------------------------- |
|                               | Partido Popular (PP)                     | 1182  | 32,76                                  | 5                                      |
|                               | Partido Socialista Obrero Español (PSOE) | 967   | 26,8                                   | 4                                      |
|                               | Partido Democrático de Colmenar de Oreja | 387   | 10,73                                  | 1                                      |
|                               | Ciudadanos-Partido de la Ciudadanía (Cs) | 301   | 8,34                                   | 1                                      |
|                               | Vox                                      | 290   | 8,04                                   | 1                                      |
|                               | AURELIA                                  | 236   | 6,54                                   | 1                                      |
|                               |                                          |       |                                        |                                        |
| Podemos                       | Podemos                                  | 165   | 4,57                                   | 0                                      |
| Izquierda Unida-Madrid en Pie | Izquierda Unida-Madrid en Pie            | 34    | 0,94                                   | 0                                      |
| Votos en blanco               | Votos en blanco                          | 46    | 1,27                                   | n/a                                    |
| Votos válidos                 | Votos válidos                            | 2.932 | 100,00                                 | 13                                     |
| Votos nulos                   | Votos nulos                              | 94    | Participación: · \| \| 59,2 % \| 0,07% | Participación: · \| \| 59,2 % \| 0,07% |
| Votantes                      | Votantes                                 | 3.072 | Participación: · \| \| 59,2 % \| 0,07% | Participación: · \| \| 59,2 % \| 0,07% |
| Electores                     | Electores                                | 5.623 | Participación: · \| \| 59,2 % \| 0,07% | Participación: · \| \| 59,2 % \| 0,07% |
|                               | 59,2 %                                   |       |                                        |                                        |

## Concejales electos
| N.º | Nombre                           | Lista | Lista   |
| --- | -------------------------------- | ----- | ------- |
| 1   | Manuel Cruz Haro                 |       | PP      |
| 2   | David Moya Aguilar               |       | PSOE    |
| 3   | Miguel Ángel Pulido Cobos        |       | PP      |
| 4   | Laura Ruiz de Pablos             |       | PSOE    |
| 5   | Irene Díaz Marqueta              |       | PP      |
| 6   | Antonio Ortiz Onteniente         |       | PDC     |
| 7   | Eugenio Martiáñez Haro           |       | PSOE    |
| 8   | Francisca Hita Taravillo         |       | Cs      |
| 9   | Laura Carralero Fernández        |       | PP      |
| 10  | Eugenio Martínez Alvar           |       | Vox     |
| 11  | María Mercedes Carreró Fernández |       | PSOE    |
| 12  | Samuel Freire Hidalgo            |       | PP      |
| 13  | Estrella Horcajo González        |       | Aurelia |